# ウォレス対インターナショナル・ビジネス・マシーンズ・コーポレーション他事件
本記事は、ウォレス対インターナショナル・ビジネス・マシーンズ・コーポレーション他事件（Wallace v. International Business Machines Corp. et al., 467 F.3d 1104 (7th Cir. 2006)）について述べる。本件は、自由ソフトウェア開発にとって重要な判例である。アメリカ合衆国第7連邦巡回区控訴裁判所は、アメリカ法においてGNU General Public License（GPL）は連邦反トラスト法に違反しないとの判決を下した。

## 背景
アメリカ合衆国市民であるダニエル・ウォレス（Daniel Wallace）はフリーソフトウェア財団（Free Software Foundation, FSF）が違法な価格固定を行っているとして提訴した。訴訟後半において、彼はIBM、ノベルそしてレッドハットを提訴したがいずれも却下された。ウォレスは法廷で、フリーなLinuxは自身が一から作成（from scratch）したオペレーティングシステムの販売による利益を不当に阻害するものであると主張した。

## FSFの提訴
2005年、ウォレスはFSFをインディアナ州にて提訴した。彼はGPLで許諾されるコンピュータ・ソフトウェアがその複製を法的な制限もなく自由に利用でき、場合によっては無償ですら提供されることに対し、GPLは価格固定と同等であると主張した。2005年11月、訴えは却下された（dismiss the case without prejudice）。ウォレスは反トラストとの弁証の要求を実現するため、さらに複数回の異議申立を行った。2006年3月20日、彼は最後となる4度目の異議申立をジョン・ダニエル・ティンダー（John Daniel Tinder）裁判官により却下された。そしてウォレスはFSFの訴訟費用支払いを命ぜられた。異議申立却下を認める決定において、法廷は次の事実を認定した。ウォレスは彼自身が被害を蒙っただけではなく、市場が被害を蒙ったという事実を主張する義務があったが、結果としてウォレスの主張に基づく反トラスト法違反のいかなる行為も彼は立証できなかった。代わりに法廷は次の事実を認定した。
GPLは、自由競争、コンピュータ・オペレーティングシステムの頒布、消費者が直接得られる利点を阻害するというより、むしろ促進している。これらの利点には、廉価性、よりよいアクセス性と技術革新であることが含まれている。
法廷は、以前の裁判においてシャーマン法が価格競争の利益を消費者に保証することを規定する法律であることを確認したと言及している。また同法廷は、同法の主な目的が関連市場（検討対象市場, relevant market）へ参入する者に対する経済的自由の保護であることも強調した。このことから、本決定は著作者が無料で著作物を提供する権利を支持しているといえる。

## IBM・ノベル・レッドハットの提訴
2006年、ウォレスは、オープンソースソフトウェア、とりわけGNU/Linuxオペレーティングシステムの頒布により利益を得るソフトウェア企業であるIBM、ノベル、レッドハットを提訴した。ウォレスは、これらソフトウェア企業とFSFが結託して価格固定を企てている（価格カルテル）と主張した。
2006年5月16日、リチャード・L・ヤング（Richard L. Young）裁判官は請求を棄却した（dismiss the case with prejudice）。
ウォレスは異議申立を2度行った。（中略）彼が続けざまに反トラスト法の立証が主張できなかったことから、本申立は本質的に内部的欠陥を抱えている。（中略）当法廷はこのような異議申立は無益であるとし、これゆえウォレスのさらなる再申立は認めない。
その後ウォレスは第7連邦巡回区控訴裁判所に控訴したが、その法廷にて、フランク・イースターブルック裁判官らは合議ののち、覆審（Trial de novo、下級審事実認定の取消と再審理）を言い渡した。しかし彼の申立には幾つもの問題があると言い渡し、結果として彼は控訴審でも敗訴した。